# Advance Passenger Information System
Система предварительной информации о пассажире (англ. Advance Passenger Information System или APIS) это электронный обмен данными поддерживаемый: "Министерством национальной безопасности Соединённых Штатов Америки".
APIS управляет обеспечением ограниченного количества информационных элементов (детали идентификации из паспорта и основные данные полета, поездки) от коммерческих авиакомпаний и от корабельного оператора к компьютерной системе пункта назначения определённого штата. Запрашиваемая информация должна соответствовать UN/EDIFACT Passenger List Message (PAXLST) формату. Начиная с мая 2009 года пилоты частных самолётов также обязаны предоставлять необходимую информацию в Службу таможенного и пограничного контроля США, ещё существует eAPIS (electronic APIS) это общественно-доступный сайт который позволяет выполнять трансмиссии информации в CBP.
Когда едут в или из страны, транзитники обязаны предоставлять предварительную информацию о пассажире (англ. Advance Passenger Information или API), до того, как будет оформлена регистрация, иначе в полёте будет отказано.

### Такие страны требуют
| - Антигуа; - Австралия; - Барбадос; - Великобритания; - Гренада; - Доминиканская республика; - Индия; - Ирландия; | - Испания; - Канада; - Китай; - Коста-Рика; - Куба; - Мальдивы; - Мексика; - Соединённые Штаты Америки; - Украина; - ОАЭ; | - Португалия; - Республика Корея; - Российская Федерация; - Сент-Люсия; - Тайвань; - Тринидад и Тобаго; - Турция; - Ямайка; - Япония. |

### К необходимым данным о пассажире относятся
1. Полные имя и фамилия (как оно указано в паспорте или другом документе, с которым разрешено путешествовать);
2. Дата рождения;
3. Пол;
4. Гражданство;
5. Страна проживания;
6. Паспорт;
7. (Для путешественников по США) Точный адрес временного проживания (отель, квартира и т.п.);
8. Личный идентификационный номер «Redress number» (запрашивается по желанию пассажира и заблаговременно предоставляется компетентными органами США)[5].